# Josef Hrdina

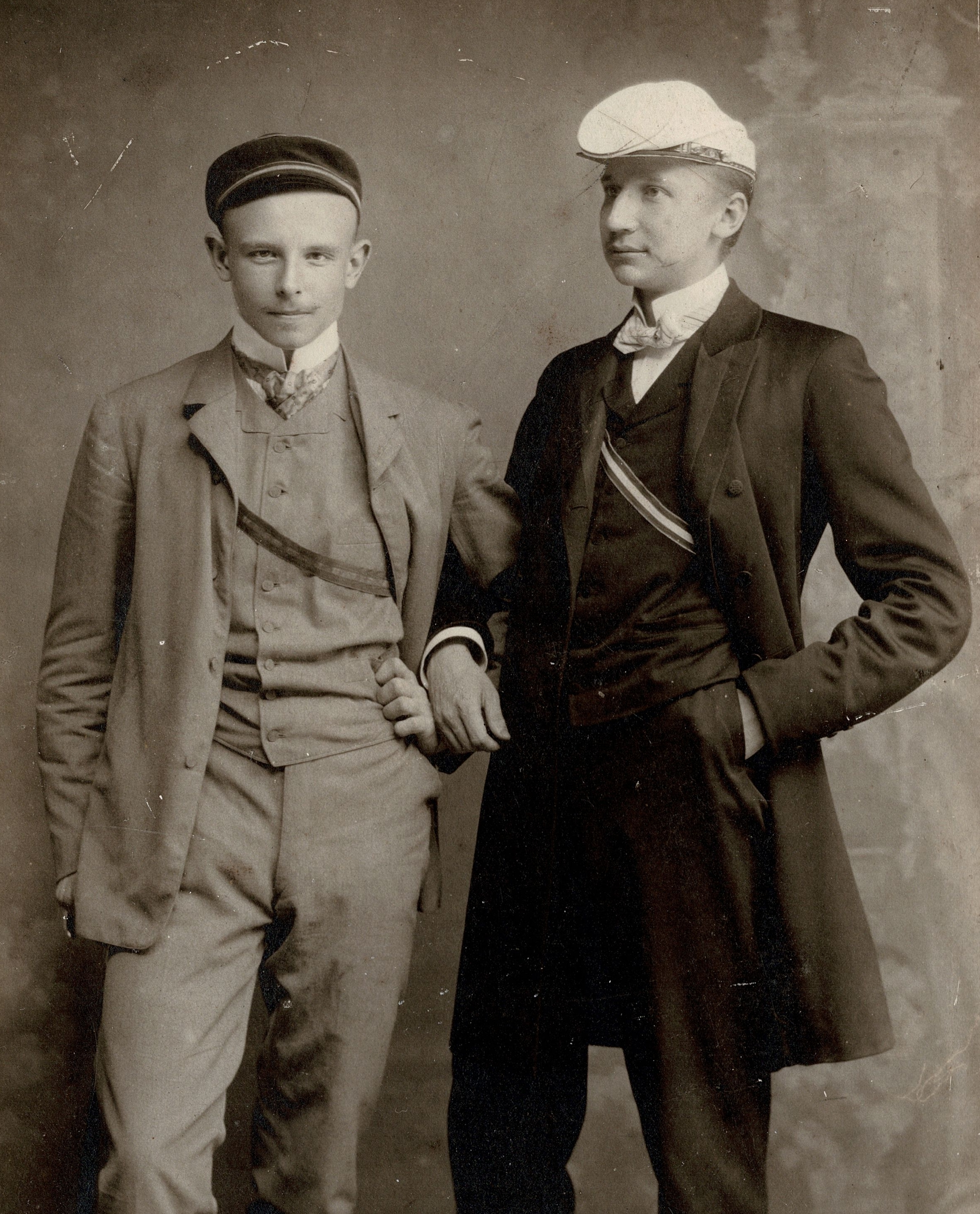
Terzaghi und Hrdina (1904)

Josef Hrdina (* 17. März 1882; † 1914) war ein österreichischer Schachspieler.

## Leben

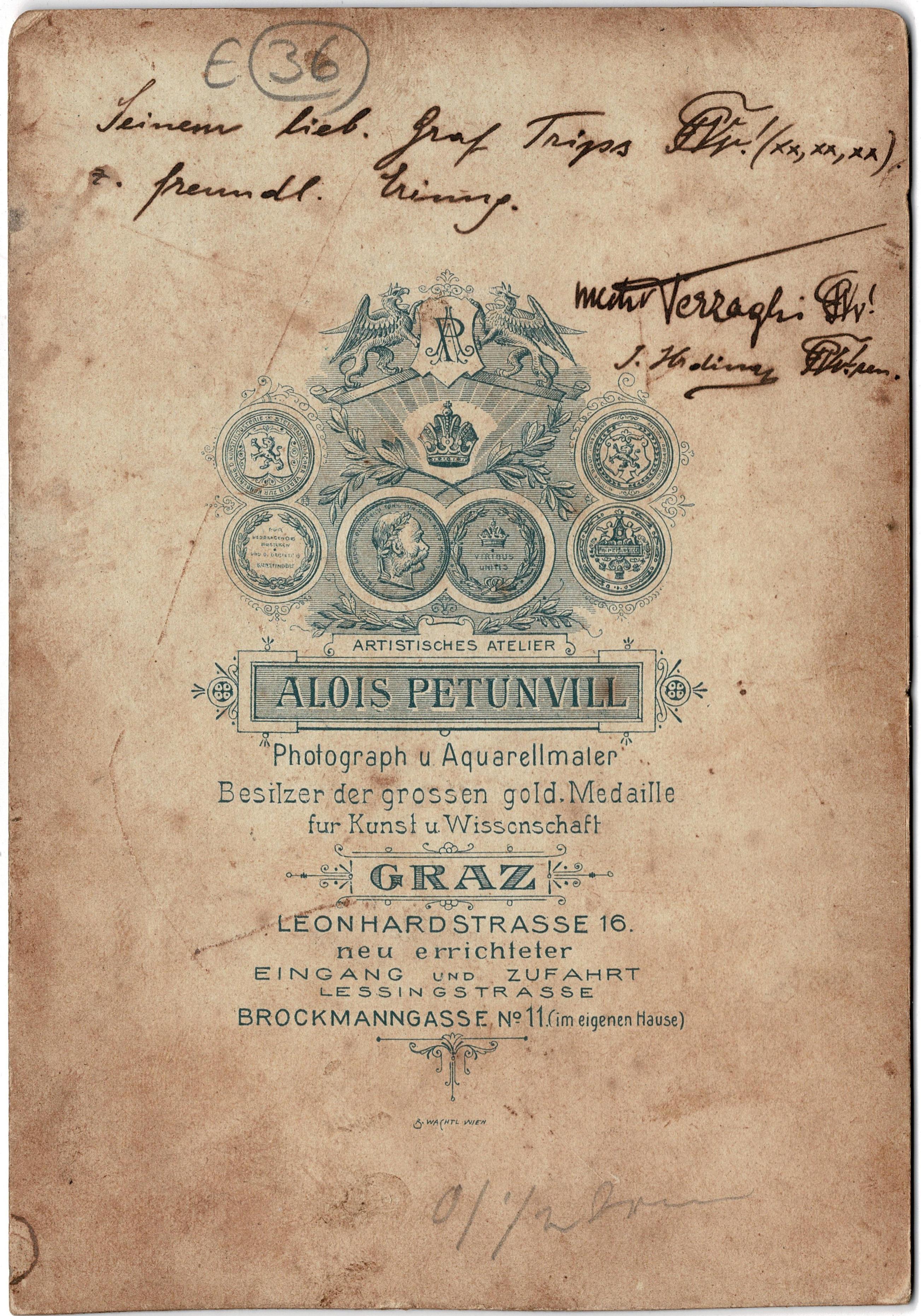
Fotograph

Als Sohn des Musiklehrers Peter Hrdina wuchs Josef Hrdina in Graz auf. Dort absolvierte er nach der Matura im Jahre 1900 an der Technischen Hochschule Graz ein Studium zum Maschinenbau-Ingenieur. Er war 1903/04 Mitglied des Corps Vandalia Graz und wählte Karl von Terzaghi zum Leibburschen. Kurz nach der Reception wurde er dimittiert. Schon im Studium widmete er sich intensiv dem Schach. So gewann er 1903 beim Jubiläumsturnier der Grazer Schachgesellschaft alle 18 Partien und den Hauptpreis von 100 Kronen. Bei seinem Arbeitgeber, der kaiserlich-königlichen Staatsbahn, wurde sein schachliches Interesse großzügig gefördert. Nach seiner Versetzung in Mozarts Geburtsstadt war er 1910 an der Gründung der Salzburger Schachgesellschaft beteiligt. Josef Hrdina gewann 1911 beim Schachkongress München die bayerische Meisterschaft. Im Jahr darauf wurde er Klubmeister des Innsbrucker SK. Auf dem 18. DSB-Kongress in Breslau belegte er im Hauptturnier-A den 4. Platz. Beim Trebitsch-Memorial Wien 1913 rangierte er auf Platz 5. Er erzielte ein Remis gegen Carl Schlechter und Rudolf Spielmann, sowie einen Sieg gegen den Altmeister Adolf Albin. „Hrdinas Debüt in einem Meisterturnier rechtfertigt in glänzender Weise die Achtung, die man seit Jahren seinem originellen Spieltypus zollt“, berichtete die Neue Freie Presse. Nach dem Ausbruch des Ersten Weltkrieges musste er als Soldat an die Front. Er wurde in der Schlacht in Galizien schwer verwundet und kam in russische Gefangenschaft. Seit 1914 galt er als vermisst. Er hinterließ seine Frau Petronella geb. Hildmann, die er 1907 geheiratet hatte.